# Bowlin (Virginia Occidental)
Bowlin es un área no incorporada ubicada dentro del Distrito Plateau, una división civil menor del condado de Fayette (Virginia Occidental), Estados Unidos. Está catalogada como un asentamiento humano por la Junta de Nombres Geográficos de los Estados Unidos.
El número de identificación (ID) asignado por el Servicio Geológico de Estados Unidos es 1556057.

## Geografía
Se encuentra a una altitud de 635 metros sobre el nivel del mar (2083 pies) según el conjunto de datos de elevación nacional.